# WTA Pörtschach
Das WTA Pörtschach (offiziell: Eggers Tennis Festival in Kärnten) war ein Damen-Tennisturnier der WTA Tour, das im Jahr 1999 einmalig  in Pörtschach am Wörther See in Österreich ausgetragen wurde.
Es folgte auf das WTA-Turnier von Maria Lankowitz und war die Vorgängerveranstaltung des WTA-Turniers in Klagenfurt.
2020 sollte Pörtschach kurzfristig wieder in den WTA-Turnierkalender zurückkehren. Grund dafür war die Absage der Qualifikation der US Open. Aus diesem Grund sollte in Pörtschach stattdessen ein 125.000-Dollar-Event auf Sand ausgetragen werden. Eine Woche danach wurde das Turnier aufgrund einer Nichterfüllung von Covid-19-Maßnahmen wieder abgesagt.

## Siegerliste

### Einzel
| Jahr | Siegerin         | Finalgegnerin  | Ergebnis      |
| ---- | ---------------- | -------------- | ------------- |
| 1999 | Karina Habšudová | Silvija Talaja | 2:6, 6:4, 6:4 |

### Doppel
| Jahr | Siegerinnen                    | Finalgegnerinnen           | Ergebnis |
| ---- | ------------------------------ | -------------------------- | -------- |
| 1999 | Silvia Farina Karina Habšudová | Olga Lugina Laura Montalvo | 6:4, 6:4 |